# Echinops galalensis
Echinops galalensis là một loài thực vật có hoa trong họ Cúc. Loài này được Schweinf. mô tả khoa học đầu tiên năm 1889.